# Castelo de Montornés
O Castelo de Motornés localiza-se no município de Benicasim, na província de Castellón, na comunidade autónoma da Comunidade Valenciana, na Espanha.
Erguido no alto de uma escarpa da serra do Deserto de Las Palmas, a 500 metros acima do nível do mar, a cerca de quatro quilómetros da povoação, da sua posição domina-se um grande espaço marítimo entre as desembocaduras do rio Coves e do rio Mijares. Juntamente com a Torre de San Vicente e com a Casoleta de Salandó, que provavelmente tinham a função de complemento de sua defesa, formavam um triângulo defensivo.

## História
A primitiva ocupação de seu sítio remonta à Idade do Bronze, sucessivamente reocupado por uma fortificação romana, cujos restos foram aproveitados pelos muçulmanos no século X.
Diante da Reconquista cristianismo da região, em fins do século XI, o castelo pertenceu a Pedro I de Aragão. Porém, com a pressão dos Almorávidas e a morte de El Cid (1099), os domínios de Pedro I viram-se sériamente ameaçados, vindo a cair em 1103 e apenas sendo definitivamente reconquistados em 1234.
Perdida a sua função estratégica, o castelo foi abandonado no século XVII.
Actualmente encontra-se em ruínas.

## Características
Típico castelo de montanha, apresenta planta com formato poligonal irregular, definindo três recintos muralhados.
Conta com duas torres, uma de planta quadrangular, que domina o vale de Miravet, e a outra, cilíndrica, sobre o alcantilado, nas espaldas do castelo.
Do primeiro recinto conservam-se apenas os panos Leste e Sul, com as bases de algumas torres; do segundo, apenas são visíveis os cimentos das muralhas e uma cisterna em seu interior. Do último, mais interno, conservam-se alguns panos de muralha em ângulo e uma outra cisterna.